# Hubert Lefèbvre
Pour les articles homonymes, voir Lefèbvre.
Hubert Lefèbvre est un ancien joueur français de rugby à XV, né le 29 novembre 1878 à Paris 12e et mort le 26 septembre 1937 à Labaroche, ayant occupé le poste de seconde ligne ou de troisième ligne aile en sélection nationale et au Racing club de France.
Il fut également capitaine de l'équipe parisienne championne de France en 1902.

## Palmarès
- 2 sélections olympiques, les 14 et 28 octobre 1900
- Champion olympique en 1900
- Champion de France en 1900 et 1902

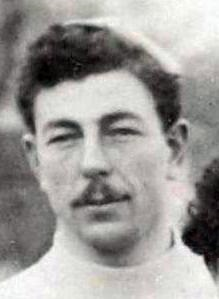
Hubert Lefèbvre, en décembre 1899 au RCF.